# Платонов, Никита
Никита Платонов — российский переводчик XIX века.
Об его детстве информации практически не сохранилось, да и прочие биографические сведения о нём очень скудны и отрывочны; известно лишь, что будучи студентом Славяно-греко-латинской Академии, перевел с немецкого языка книгу: «Поэма Благодать в IV песнях, сочинение г. Расина, изданную в городе Москве в 1802 году.
В 1818 году Никита Платонов окончил курс, кандидатом, в Московской духовной академии.